# Rebelde (Edição Brasil)
Rebelde (Edição Brasil) – album grupy RBD. Jest to brazylijska wersja Rebelde. Album został wydany w 2005 roku w Brazylii. 

## Lista utworów
1. Rebelde
2. Fique em silencio
3. Um Pouco Desse Amor
4. Ensina-me
5. Querer-te
6. Quando o Amor Acaba
7. Salva-me
8. Otro Dia Que Va
9. Futuro Ex-novio
10. Santa No Soy
11. Fuego